# Matje

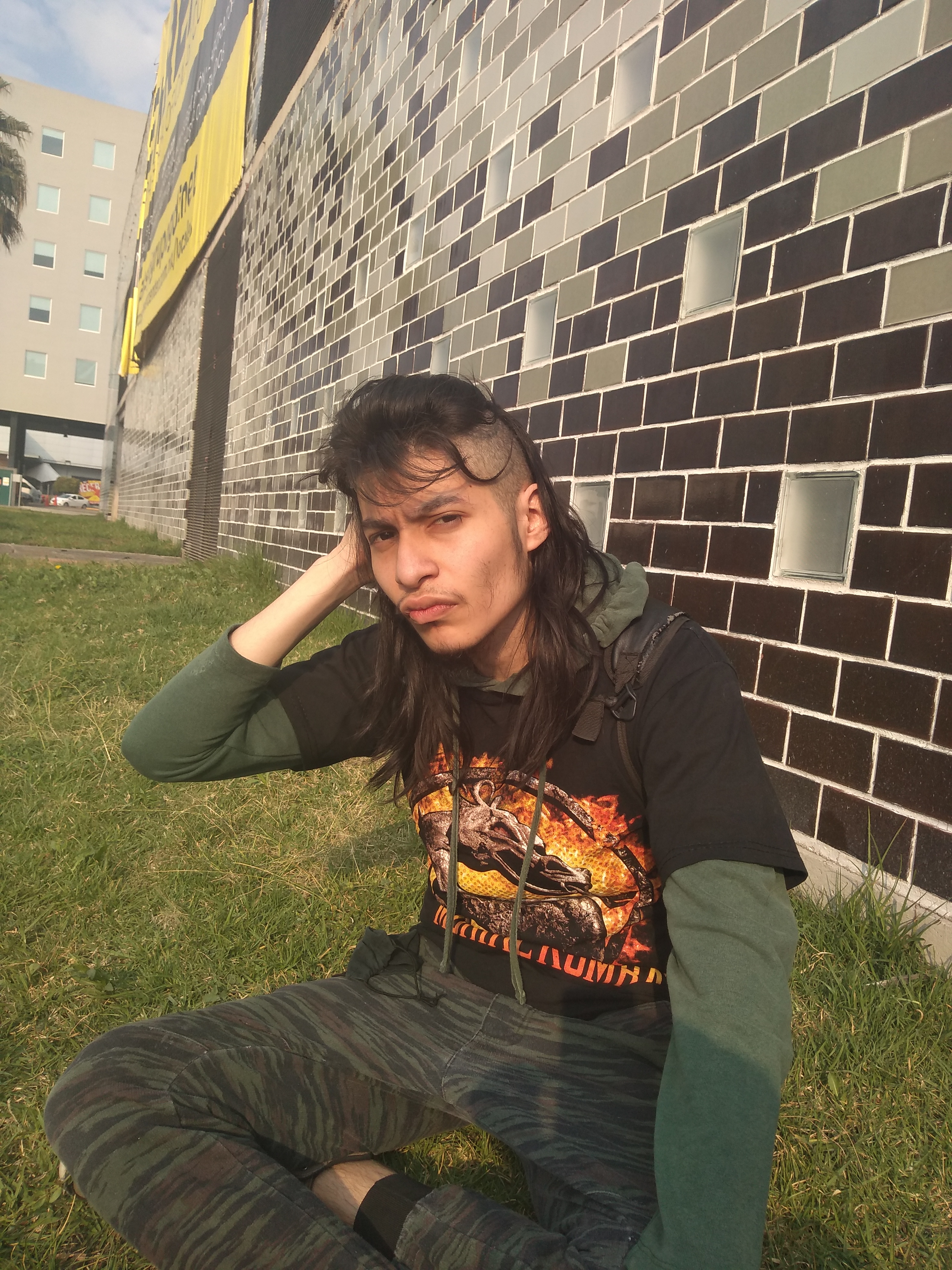
Zoals hier te zien is, wordt dit kapsel meestal gedaan door de zijkanten van het hoofd te scheren, maar het haar aan de voor- en achterkant lang te laten.

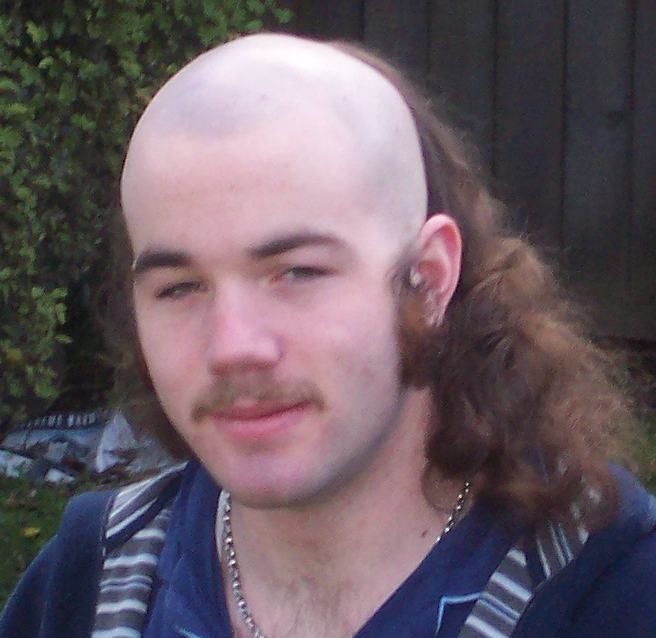
Een matje in combinatie met een kaal hoofd noemt men in het Engels een skullet; een porte-manteauwoord voor skull (schedel) en mullet.

Een matje (Engels: mullet; Vlaams: nektapijt of nekspoiler) is een kapsel. De zijkanten van het haar zijn meestal kort of opgeschoren. De achterkant is (wat) langer, waarbij soms het haar wat hoger op het hoofd wel kort is. 
Deze haardracht was vooral populair in de jaren tachtig van de twintigste eeuw. Vooral de voetballers van ADO Den Haag waren er bekend mee, en in hun voetspoor bleven hun fans ook later deze haardracht trouw.
Bij mannen wordt het meestal aan de zijkanten opgeschoren en is het haar van boven kort stekelhaar, soms met de pony omhoog geplakt met haargel als een kuif.
Bij vrouwen met deze haarstijl wordt minder vaak de term "matje" gebruikt. Een punkvariant wordt gedragen met bijvoorbeeld de ene kant opgeschoren met een matje en de andere kant zeer lang met kleuren.
Tami Manis uit Tennessee werd in augustus 2023 een Guinness wereldrecord toegekend voor een matje van 173 cm lang. Ze had het sinds 1990 niet laten knippen.